# کراسنایا رگیزلا
کراسنایا رگیزلا (به لاتین: Krasnaya Regizla) یک منطقهٔ مسکونی در روسیه است که در باشقیرستان واقع شده‌است.